# Jakob Grajus
Jakob Grajus (auch Jakob Gray oder Jacobus Gray; * 1603 in Annaberg im Erzgebirge, Sachsen; † 23. Juli 1686 in Kokenhusen) war ein deutscher evangelischer Theologe und Pastor in Livland.
Grajus widmete sich der Theologie, nahm aber nach der Beendigung seiner Studien eine Stelle an der Domschule in Riga an. Da seine Leistungen befriedigten, wurde er zum Rektor dieses Bildungsinstituts ernannt. 1635 wechselte er als Pastor nach Berson. Seit 1642 war er als Propst in Kokenhusen tätig und wurde schließlich 1671  Assessor des Oberkonsistoriums von Livland.
Zu den von Grajus verfassten Schriften zählt u. a:
- Harmonia catholica super articulum secundum symboli apostolici in XVIII oracula dispartita …, Riga 1645